# Aldo Berselli
Aldo Berselli (Pieve di Cento, 25 gennaio 1916 – Bologna, 14 luglio 2006) è stato uno storico italiano.

## Biografia
Congedato dal servizio militare nel 1943, dopo una degenza in ospedale a seguito di ferite dovute ad una coraggiosa azione alla frontiera fra Albania e Grecia, per la quale gli fu assegnata la medaglia d'argento, si laureò a Firenze e cominciò la carriera di insegnante nelle scuole medie superiori, entrando in ruolo nel 1953. 
Svolse il suo ultimo incarico nelle scuole in qualità di Preside presso l'Istituto Magistrale di Imola, dopo essere stato Preside anche del Liceo scientifico “Righi” di Cesena. 
Conseguita nel 1961 la libera docenza in Storia del Risorgimento poi equiparata a Storia contemporanea, fu assistente volontario per molti anni e incaricato interno di Storia contemporanea a partire dal 1965 presso la Facoltà di Magistero dell'Università di Bologna, comandato per il biennio accademico successivo, 1967-1969, nella Facoltà di Scienze politiche del medesimo ateneo. 
Vincitore del concorso a cattedre nel 1976, continuerà a insegnare Storia contemporanea sempre nella Facoltà di Magistero dell'Alma Mater, distinguendosi nei ruoli di ordinario per la sua intensissima attività didattica, attestata dai corsi, convegni e tavole rotonde.
Nel 1991 fu collocato a riposo.
Nel 1976 diede vita al Comitato, poi Centro, Emilia-Romagna per la storia del giornalismo che si dotò di uno specifico “Bollettino”. Socio dell'Associazione di cultura e politica "il Mulino”, e socio onorario della Deputazione di storia patria per le province di Romagna, dal 1992 al 1997, è stato consigliere della Fondazione del Monte, di cui divenne presidente del Comitato scientifico. Dal 1987 al 1998, ricoprì la carica di Presidente dell'Istituto per la storia di Bologna, dando luogo a nuove attività di ricerca confluite in importanti volumi. Fu anche presidente dell'Istituto provinciale per la storia della Resistenza in provincia di Bologna e consigliere dell'Istituto nazionale per la storia del movimento di liberazione in Italia, mai tralasciando i propri numerosi studi.
Morì il 14 luglio 2006.

## Berselli e la ricerca storica
Ad alcuni tra i grandi nodi della storia della società e della politica italiana fra ‘800 e ‘900, dal federalismo all'Italia postunitaria, ha fatto seguire ricerche volte ad indagare i complessi e contraddittori percorsi di costruzione del nuovo stato e della nuova nazione. 
Il filone centrale dei suoi studi è rappresentato dal lavoro sistematico sulla Destra storica, ossia sulla classe dirigente che di quei percorsi fu protagonista, ma le sue pubblicazioni hanno spaziato su molti altri temi, dal cattolicesimo intransigente e antiunitario che si contrappose al nuovo Stato, all'atteggiamento dell'opinione pubblica inglese di fronte al fascismo, ai rapporti fra Italia e Gran Bretagna durante il secondo conflitto mondiale. 
E ancora: dalla storia del giornalismo alla storia dell'Emilia-Romagna e dei modi in cui questa società regionale è venuta costruendo il proprio benessere e i propri percorsi di emancipazione, con particolare attenzione al governo del territorio e alla dialettica politica e ideale che l'ha contraddistinta.
Le sue ricerche lo hanno portato ad essere un interlocutore privilegiato dell'Istituto italiano di studi filosofici di Napoli per il quale ha tenuto numerosi seminari, lezioni e conferenze per molti anni. 
Anche nelle tante istituzioni in cui ha rivestito ruoli apicali Aldo Berselli ha sempre intrecciato la ricerca storica con l'impegno volto a fare circolare nella società civile la conoscenza e la comprensione dei processi storici, intese come indispensabile requisito di una cittadinanza consapevole.

## Opere principali
- Democrazia e federalismo nel Risorgimento, Bologna, Nuova critica sociale, 1946
- Alle origini del movimento cattolico intransigente (1858-1866), «Quaderni di cultura e storia sociale», IV n.s. (1955)
- Gli arresti di Villa Ruffi: contributo alla storia del Mazzinianesimo, Milano, Intelisano, 1956
- Enrico Bottrigari, Cronaca di Bologna, a cura di Aldo Berselli, Bologna, Zanichelli, 1960-1962, 4 v.
- La Destra storica dopo l'Unità - L'idea liberale e la Chiesa cattolica (vol.1); Italia legale e Italia reale (vol.2), Bologna, il Mulino, 1963-1965
- L'Italia dall'età giolittiana all'avvento del Fascismo negli scritti di G.M. Trevelyan e nella politica della sinistra inglese, Bologna, Pàtron, 1970
- L'opinione pubblica inglese e l'avvento del fascismo (1919-1925), Milano, Angeli, 1971
- Storia della Emilia Romagna, a cura di Aldo Berselli, Imola, University Press Bologna, 1976-1980, 3 v
- Andrea Costa nella storia del socialismo italiano, a cura di Aldo Berselli, Bologna, il Mulino, 1982
- Il governo della Destra: Italia legale e Italia reale dopo l'Unità, Bologna, il Mulino, 1997